# Intégration raciale

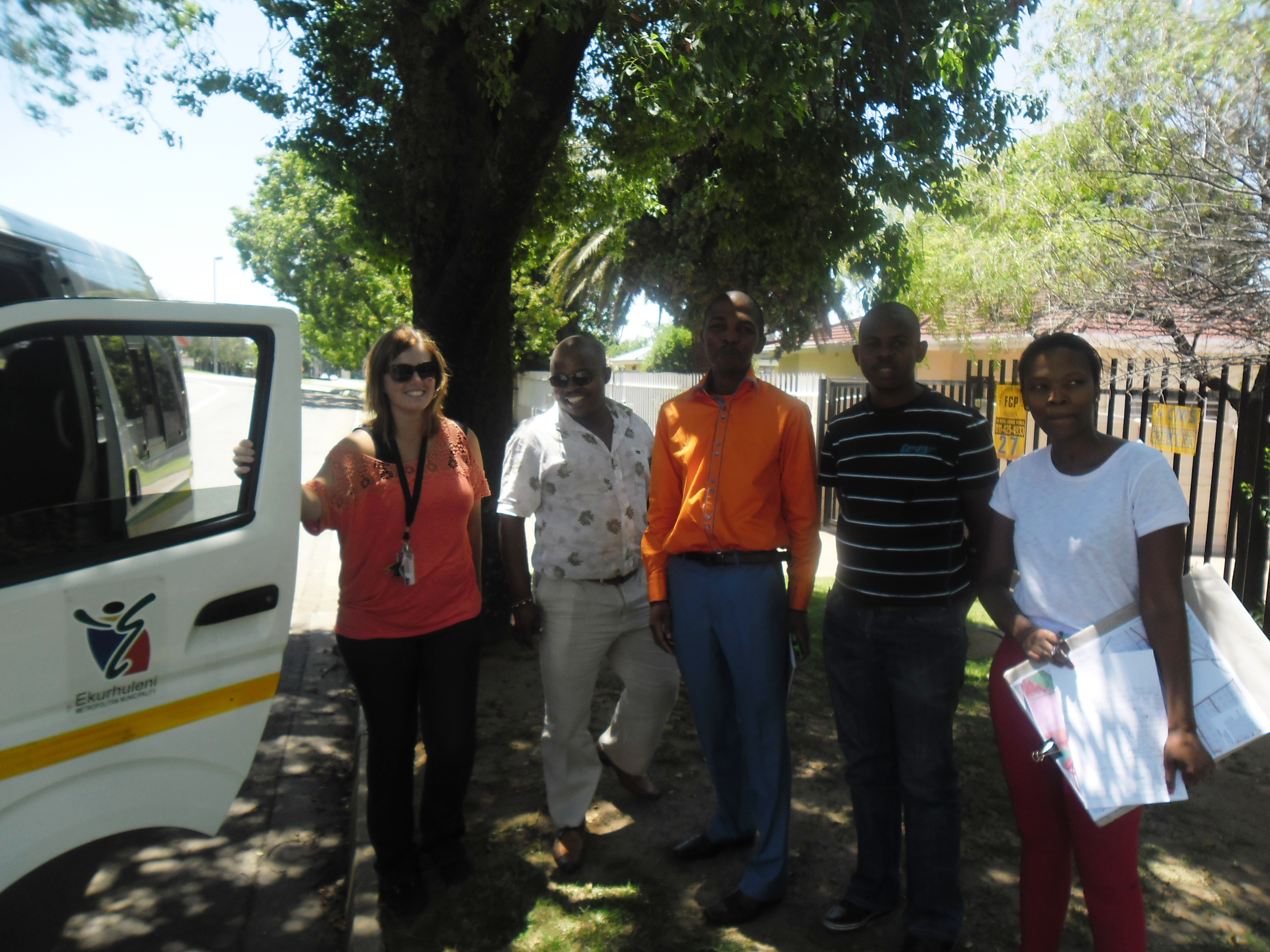
Des membres de la commission urbaine de Ekurhuleni en visite à Benoni. L'équipe est constituée en fonction des politiques d'intégration raciale modernes en Afrique du Sud.

L'intégration raciale est un terme désignant le processus de fin de la ségrégation raciale systématique. Ce terme est essentiellement utilisé dans le contexte de la ségrégation raciale aux États-Unis. L'intégration raciale inclut la déségrégation, mais ne s'y limite pas. Elle ajoute la suppression des barrières à l'entrée de certaines activités et un objectif d'égalité des chances et de multiculturalisme plutôt que d'intégration de la minorité raciale dans la culture majoritaire. La déségrégation est légale tandis que l'intégration raciale est sociale.

## Définitions et manifestations de l'intégration raciale aux États-Unis
Après la Seconde Guerre mondiale, aux États-Unis, la déségrégation se traduit par la suppresion des lois Jim Crow. L'intégration, quant à elle, est beaucoup moins acceptée par le grand public américain. Oscar Handlin la définit comme la suppression des barrières d'entrée à certaines activités, à part celles basées sur les capacités, les goûts, et la préférence personnelle : en d'autres mots, une égalité des chances parfaite.
L'intégration raciale est également un objectif militaire : en séparant les unités noires historiques pour disséminer les militaires noirs dans des compagnies blanches, l'armée est l'un des précurseurs du concept, utilisant presque systématiquement l'expression « intégration » plutôt que déségrégation dans les rapports officiels.
En journalisme, on estime que la déségrégation est la réponse juridique à la ségrégation. L'intégration, elle, se fait en dehors d'un cadre légal, par exemple quand une famille noire emménage dans un quartier jusque-là intégralement blanc. Le mouvement des droits civiques soutient cette définition, affirmant que l'intégration qualifie « des individus de milieux différents qui font le choix d'interagir ».

## Polémique

### Intégration virtuelle
En 1999, Leonard Steinhorn et Barbara Diggs-Brown identifient un nouveau concept, l'intégration virtuelle. Ce concept se base sur le fait que beaucoup d'Américains blancs sont exposés à la population noire à la télévision de façon régulière et naturelle. Pour eux, il s'agit d'une illusion qui fait croire à une population encore très divisée que les États-Unis ne voient pas les couleurs, alors que les Africains-Américains sont encore très isolés des normes implicites de la culture blanche dominante.

### Remise en question de la définition
La distinction entre intégration et déségrégation n'est pas toujours acceptée. On entend par exemple souvent parler de court-ordered integration (« intégration juridique ») dans des journaux qui l'utilisent exactement de la même façon que l'expression « court-ordered desegregation »,,,. Dans ces cas, intégration est utilisé pour parler du concept moins large de déségrégation, et très rarement l'inverse.